# Коштана проводљивост ува
Коштана проводљивост ува је физиолошки механизам којим звук из спољашње средине доспева до течности унутрашњег ува преко костију главе, паралелно са путањом звука кроз средње уво.

## Основне поставке
Орган слуха је биолошки рецептор звука, сензорни орган подешен да акустичке промене притиска и померање честица ваздуха прикупи, трансформише и претвори у погодне биоелектричне потенцијале (нервне импулсе) који путују до одговарајућих центара у мозгу, где подлежу препознавању, како би се припремили за даљу свесну обраду.
Када се говорим о звуку, првенствено се мисли на механичке таласе (односно осцилације које преносе енергију кроз посматрану средину без транспорта супстанције и изазивају промене у материјалној средини, попут воде, ваздуха и чврстих тела које људско уво чује). Међутим звук који чујемо обухвата само мали део опсега звучних таласа који имају велики значај како у природи, тако и у технологији.
Људско уво је осетљиво на звучне таласе чији је опсег од 20 до 20 KHz (код младих здравих особа). Звучни таласи су механички лонгитудинални таласи. Талас настаје вибрирањем ваздуха- згушњавање и разређивање честица, које је сразмерно са величином њиховог померања од равнотежног положаја и које се простире кроз материјалну средину. Звучни таласи људског говора производе се механичком деформацијом ваздуха, проузрокованом вибрацијама гласница у гркљану (ларинксу). Преноси се кроз ваздух, воду и чврста тела. Промене притиска, код механичких таласа, доводе до померања честица средине и настанак осциловања око њиховог равнотежног положаја. За уво то су промена притиска на бубној опни у ритму и боји‚ извора звука. Звучни таласи, које људско уво региструје, најчешће су сложене структуре и могу бити периодични или апериодични. У односу на ове карактеристике разликујемо: тон, шум и прасак.
Са практичног становишта цео феномен слушања зависи од три основне карике:
- врсте и квалитет звучног надражаја (стимулуса),
- проводног (трансмисионог односно кондуктивног) апарата који преноси и на одређени начин трансформише звук из спољне средине до сензорских елемената.
- перцепторног апарата који прихвата звучне сигнале и претвара их у одређене биолошке еквиваленте погодне за даљу неуролошку обраду све до преласка у свест.

Код човека за пренос звука долазе у обзир само два пута, из:
- ваздушне средине преко средњег ува (аеро-тимпанални пренос)
- кроз чврсту средину, путем кости (коштани или осеални пренос).

Пут преношења звучне енергије кроз спољашње и средње уво анатомским и функционалним особинама ува максимално је прилагођен ефикасном преносу енергије ваздушним путем, и он представља главни пут преношења звука — у ваздуху који је у ствари мала варијације притиска око равнотежног, атмосферског притиска, које се преносе кроз сваку материјалну средину.
Такође познато је из физиологије да звучно поље делује на читаву површину главе слушаоца, али да је због разлике у импеданци кости и ваздуха ефикасност звучног надражаја кости главе значајно мала. Међутим, како је површина костију знатно већа од површине слушног канала, количина звучне енергије, која преко кости стиже до унутрашњег ува, ипак у укупној величини није сасвим занемарљива.

## Физиологија
Звучна енергија која стиже ваздушним путем кроз слушни канал
Слушање је серија догађаја при којима уво претвара звучне у електричне сигнале те ствара нервне импулсе- стимулусе који се шаљу у мозак, где се интерпретирају као звук. Спољашње уво скупља звукове, врши њихову локализацију, слаби повратно дејство сопственог гласа говорника и кроз резонантни слушни ходник их прослеђује до бубне опне. Бубна опна вибрира заједно са слушним кошчицама код дејства звука до 2.500 Hz, а изнад тога она вибрира самостално. Осцилујућа бубна опна покреће чекић и наковањ, тако се слушне кошчице покрену истим бројем помака као бубна опна. Под истим условима кретање се преноси са чекића и наковања на узенгију. Плочица узенгије која је прстенастим лигаментом спојена са овалним прозором, примајући кретање од других кошчица, може се само утиснути дубље у отвор овалног прозора и поново вратити у свој неутралан положај. Систем слушних кошчица преноси са свим својим карактеристикама звук са бубне опне на пужа, где те осцилације условљавају померање течности која се налази у унутрашњем уву. Померање лимфне течности у пужу у потпуности преузимају слушне ћелије, а у зависности од положаја и врсте ћелија добија се електрични надражај у нерву, који се потом преноси до одговарајућих центара у мозгу.
Звучна енергија која стиже преко кости главе
Укупан надражај унутрашњег ува звучном енергијом која стиже преко кости главе за неколико нивоа интензитета мањи је од енергије која у уво стиже ваздушним путем преко спољашњег слушног канала. Међутим њен допринос у одређеним околностима може се уочити (нпр коштана проводљивост одређује максималне домете заштите ува са заштитним чепићима који се стављају директно у слушни канал). У тим условима чак када би заштита омогућила бесконачно слабљење звука, њен укупни резултат свео би се на оно што се чује преко коштане проводљивости. Зато се у пракси само уз помоћ заштитне кациге, која штити читаву површину главе, може остварити већи нивое заштите од звучне енергије (нпр буке у близини мотора авиона).

## Мерење коштане водљивости
За мерење коштане водљивости (слушних ћелија) користи се вибратор са опругом који се поставља директно на кост лобање или иза ува на чело. Звукови из вибратора преносе се костима главе и директно активирају пуж у унутрашњем уву, те на тај начин се заобилазе средње уво.
Тонови из вибратора постају звучне вибрације на костима главе и једнако се преносе у оба унутрашња ува. Из тог разлога је потребно довести буку до ува које се не испитује. Та се техника назива маскирање. То значи да једно уво прима шум из слушалице, стога не може истовремено примати и тонове из вибратора.
Праг слуха добијен испитивањем вибраторима са опругом зове се праг коштане проводљивости. Одређивање слуха овом методом нису подједнако важна сва фреквентна подручја. Подручје људског говора обухвата фреквентни распон од 300 до 3000 Hz, па ће се губитак слуха у њему најјаче испољити код испитаника. Пад слуха у том подручју испод нивоа од 40 дБ отежава социјални контакт. Особа са таквим слухом није у стању да без помоћних средстава прати нормалан конверзацијски говор.